# Garkalne
El municipi de Garkalne (en letó: Garkalnes novads) és un dels 110 municipis de la República de Letònia, que es troba localitzat al centre del país bàltic; l'ajuntament es troba al barri de Berģi de Riga. El municipi va ser creat l'any 2007 després d'una reorganització territorial.

## Població i territori
La seva població està composta per un total de 6.722 persones (2009). La superfície del municipi té uns 150,5 kilòmetres quadrats, i la densitat poblacional és de 44,66 habitants per kilòmetre quadrat.